# SHIFT-NISSAN CM TRACKS-
『SHIFT-NISSAN CM TRACKS-』（シフト ニッサン シーエム トラックス）は、2004年2月4日に日産自動車とソニー・ミュージックのコラボレーションにより、ソニー・ミュージックダイレクトから発売された日産自動車のCMで使用された楽曲を集めたコンピレーション・アルバムシリーズの第一弾。規格品番：MHCP-148。
本項では2006年5月24日に発売されたシリーズ第二弾『SHIFT second NISSAN CM TRACKS』（シフト セカンド ニッサン シーエム トラックス）（規格品番：MHCP-971）、2009年3月25日に発売されたシリーズ第三弾『SHIFT III NISSAN CM TRACKS』（シフト スリー ニッサン シーエム トラックス）（規格品番：DFCP-16／デフスターレコーズ）についても併せて記述する。

## 概要
日産自動車CM曲のコンピレーション・アルバム第一弾。1970年代に用いられたCM曲から、CD発売当時オンエア中のCMソングまで幅広く全18曲を収録。

## SHIFT-NISSAN CM TRACKS-

### 収録曲
1. ファットボーイ・スリム「ライト・ヒア、ライト・ナウ」
プロダクトビジョンCM（2001-2002）
2. マット・ビアンコ「ホワット・ア・フール・ビリーヴス」
ティアナ（2003-2005）
3. モービー「ポルセリン」
プリメーラ（2003-2005）
4. ドクター・ジョン「ライク・ア・ローリング・ストーン」
セレナ（2002-2003）
5. ザ・クラッシュ「アイ・フォウト・ザ・ロウ」
エクストレイル（2000-2003）
6. ブラン・ヴァン3000「ゴー・ショッピン」
ウイングロード（2003-2004）
7. フィーダー「ファインド・ザ・カラー」
エルグランド（2002-2003）
8. スタイル・カウンシル「マイ・エヴァ・チェンジング・ムーズ」
アベニール（1999-2000）
9. 奥田民生「イージュー★ライダー」
ウイングロード（1996-1997）
10. 吉田日出子「リンゴの木の下で」
サニー（2002-2003）
11. Char&佐藤竹善「チェンジ・ザ・ワールド」
企業CM（1997-1998）
12. ブライアン・フェリー「ドント・ストップ・ザ・ダンス」
プリメーラ（2002-2003）
13. シャーデー「ラヴ・イズ・ストロンガー・ザン・プライド」
ブルーバード（1988-1989）
14. ボストン「モア・ザン・ア・フィーリング」[5]
エルグランド（2003-2004）
15. ジャーニー「オープン・アームズ」
エルグランド（2000-2002）
16. ボズ・スキャッグス「ウィ・アー・オール・アローン」
ローレル（1995）
17. ダン・フォーゲルバーグ「ロンガー」
グロリア（1987-1989）
18. シンガーズ・スリー「世界の恋人」
企業CM（1977-1999）

## SHIFT second NISSAN CM TRACKS
日産自動車CM曲のコンピレーション・アルバム第二弾。CD初収録曲も収録。

### 収録曲
1. モーガン・フィッシャー「SHIFT anthem」[7]
企業CM（2004）
2. ジョアン・ビスカント「ゼア・マスト・ビー・アン・エンジェル (プレイング・ウィズ・マイ・ハート)」[7]
ブルーバードシルフィ（2006-2007）
3. ニーナ・マドゥー「ジャスト・キャント・ゲット・イナフ」[7]
マーチ（2005-2007）
4. キャシェル 「アイ・フィール・フリー」[7]
ティーダラティオ（2005-2007）
5. MXPX 「ブロークン・ボーンズ」
エクストレイル（2004-2006）
6. ニュー・オーダー「クラフティー」
セレナ（2005-2006）
7. ドーン&タヒーラ「アイ・ラヴ・ユア・スマイル」[7]
モコ（2004-2005）
8. エイミー・ブラックシュレイガ－「トゥルー」[7]
ラフェスタ（2006-2007）
9. エルディッサ「ステイン・アライヴ」[8]
モコ（2006）
10. ケイコ・リー「ウィ・ウィル・ロック・ユー」
ステージア（2001-2003）
11. キュビズモ・グラフィコ「アップセッターズ!」[9]
オッティ（2005-2006）
12. 電気グルーヴ「Shangri-La」
テラノ（1997-1999）
13. ドノヴァン「サンシャイン・スーパーマン」
ラフェスタ（2005）
14. シェリル・クロウ「エヴリデイ・イズ・ア・ワインディング・ロード」
シルビア（1999-2000）
15. ジョー・サウス「ハッシュ」
セレナ（2004-2005）
16. ジャーニー「ドント・ストップ・ビリーヴィン」
エルグランド（2004-2006）
17. アンジェラ・ジョンソン「レヴォリューション」
プレサージュ（2004)
18. 東京スカパラダイスオーケストラ「君と僕」
マーチ（1991-1992）
19. BUZZ「ケンとメリー 〜愛と風のように〜」
スカイライン（1972-1977）

## SHIFT III NISSAN CM TRACKS
- 別項SHIFT III NISSAN CM TRACKSを参照